# Kate Courtney
Kate Courtney (San Francisco, 29 de octubre de 1995) es una deportista estadounidense que compite en ciclismo de montaña en la disciplina de campo a través.
Ganó tres medallas en el Campeonato Mundial de Ciclismo de Montaña entre los años 2018 y 2021.

## Medallero internacional
| Campeonato Mundial | Campeonato Mundial        | Campeonato Mundial | Campeonato Mundial         |
| Año                | Lugar                     | Medalla            | Competición                |
| ------------------ | ------------------------- | ------------------ | -------------------------- |
| 2018               | Lenzerheide (Suiza)       | Medalla de oro     | Campo a través             |
| 2019               | Mont-Sainte-Anne (Canadá) | Medalla de plata   | Campo a través por relevos |
| 2021               | Val di Sole (Italia)      | Medalla de plata   | Campo a través por relevos |